# Forti FG01-95
Pour les articles homonymes, voir Forti.
Vous lisez un « article de qualité » labellisé en 2013.  Il fait partie d'un « bon thème ».
Chronologie des modèles (1995)
Aucun Forti FG01-95B
La Forti FG01-95 est la première monoplace de Formule 1 engagée par l'écurie italienne Forti Corse dans le cadre de sa première participation au championnat du monde de Formule 1, en 1995. Elle est pilotée par le Brésilien Pedro Diniz, en provenance du championnat international de Formule 3000, et son compatriote Roberto Moreno, dont la dernière apparition en Formule 1 remonte à la saison 1992, au sein de l'écurie italienne Andrea Moda Formula.
Conçue par les ingénieurs Sergio Rinland et Giorgio Stirano, la Forti FG01-95 est largement inspirée de la Fondmetal GR02, une des monoplaces les moins performantes de la saison 1992. Du fait de cette ressemblance avec la monoplace obsolète, la Forti s'avère être l'une des voitures les plus lentes du plateau et ne peut lutter qu'avec la Pacific PR02 et la Simtek S951.
Malgré les légers progrès réalisés en fin de saison, Pedro Diniz quitte l'écurie, emportant avec lui ses puissants soutiens financiers, mettant ainsi à mal l'avenir de l'écurie italienne pour le championnat 1996.

## Contexte et développement

### Forti Corse, écurie emblématique des formules monoplaces
Forti Corse est fondée par l'ancien pilote automobile italien Guido Forti et l'ingénieur Paolo Guerci en 1978,,.
L'écurie italienne se lance initialement en compétition en Formule Ford et Formule 3, tant au niveau national qu'européen et gagne rapidement des courses. Ainsi, Teo Fabi remporte le championnat argentin de Formule 3 en 1977 tandis qu'Oscar Larrauri remporte le championnat italien de Formule Ford 2000 en 1978. Les pilotes Franco Forini, Enrico Bertaggia, Emanuele Naspetti et Gianni Morbidelli, qui se lanceront plus tard en Formule 1, remportent le championnat italien de Formule 3 respectivement en 1985, 1987, 1988 et 1989. Bertaggia gagne notamment le prestigieux Grand Prix de Macao et le Grand Prix de Monaco de Formule 3 en 1988 et Morbidelli remporte le championnat d'Europe de Formule 3 en 1989.
Dans le même temps, Forti Corse s'engage en championnat international de Formule 3000 en 1987 mais ne connaît pas le même succès immédiat qu'en Formule 3. La principale raison est liée au châssis car, au lieu d'utiliser des monoplaces conçues par Lola Cars, March Engineering ou Ralt qui produisent des voitures de Formule 3000 depuis de longues années, Forti fait appel à Dallara, la société de Gian Paolo Dallara, qui débute en Formule 3000. L'officine conçoit la Dallara 3087, châssis qui sera par ailleurs utilisé par l'écurie de Formule 1 Scuderia Italia, du fait que Dallara n'a pas eu le temps de préparer une monoplace convenable pour la première course de la saison 1988. Ces évènements expliquent que Forti ne marque aucun point pour sa première saison en Formule 3000 et ne participe pas non plus à l'ensemble des courses inscrites au calendrier. Forte de cette expérience, l'écurie italienne obtient de meilleurs résultats les saisons suivantes grâce à l'utilisation de châssis Lola Cars puis Reynard Motorsport.
Après une première saison complète en 1988 et l'obtention des premiers points en 1989 grâce à Claudio Langes, Forti devient une équipe compétitive en Formule 3000. En 1990, Gianni Morbidelli obtient la première victoire de l'écurie dans la catégorie. Si aucun de ses pilotes ne remporte le championnat, Forti s'impose comme une des plus puissantes écuries du plateau avec neuf victoires et sept pole positions. En 1992, la meilleure année de Forti, l'écurie fait courir Emanuele Naspetti, Fabrizio Giovanardi, Andrea Montermini et Hideki Noda. Montermini termine deuxième du championnat des pilotes, à douze points de Luca Badoer. En 1994, ses principales rivales, Pacific Racing et Eddie Jordan Grand Prix, étant parties en Formule 1, Forti devient l'équipe la plus expérimentée du plateau et engage en tant que pilotes titulaires Pedro Diniz et Hideki Noda. En 1995, après cinquante-et-une victoires en Formule 3, quatre titres de champion d'Italie de Formule 3 et neuf victoires en F3000, Forti Corse tente le pari de la Formule 1.

### L'arrivée en Formule 1
Fort des résultats acquis en Formule 3000, Guido Forti envisage d'inscrire son écurie en Formule 1. Cependant, plusieurs écuries passées de la Formule 3000 à la Formule 1 ont fait faillite peu de temps après leur engagement comme notamment Coloni ou Onyx. À l'inverse, Eddie Jordan a montré que ce passage pouvait aussi se faire avec succès. Grâce à une première saison 1991 impressionnante, l'écurie Jordan Grand Prix, avec treize points, prend la cinquième place du championnat des constructeurs.
Forti pense que la solidité financière est la clé du succès en Formule 1 et, dès 1991, commence à travailler sur son projet. Fin 1992, il signe un accord avec le riche pilote brésilien Pedro Diniz dont la fortune familiale et les contacts avec des commanditaires brésiliens se révèlent stratégiques pour l'augmentation du budget de l'écurie. En effet, Abílio dos Santos Diniz, le père du pilote, est propriétaire de la société de grande distribution brésilienne et des supermarchés Grupo Pão de Açúcar. En offrant aux entreprises un placement de produit préférentiel dans le marché brésilien, la famille Diniz obtient des contrats de sponsoring avec des marques telles qu'Arisco, Duracell, Gillette, Kaiser, Marlboro, Parmalat, Sadia et le soutien d'Unibanco pour financer la carrière de son fils,.
En 1993, par le biais d'Abílio dos Santos Diniz, Guido Forti rencontre Carlo Gancia, un homme d'affaires italo-brésilien. En rachetant les parts de Paolo Guerci, Gancia devient copropriétaire de l'écurie et commence ensuite à travailler sur le projet Formule 1 de l'équipe. À la fin de l'année 1994, il garantit un budget suffisant pour engager Forti Corse en Formule 1, budget venant principalement de la famille Diniz. Gancia engage également du personnel expérimenté comme le designer Sergio Rinland et l'ancien directeur sportif de la Scuderia Ferrari Cesare Fiorio. De plus, l'ancien pilote de Formule 1 René Arnoux est employé comme chauffeur et entraîneur sportif de Diniz et Guerci reste chez Forti en tant qu'ingénieur de course. Grâce aux soutiens financiers apportés par la famille Diniz, Forti est doté d'un budget de 17 millions de dollars.

## Création de la monoplace

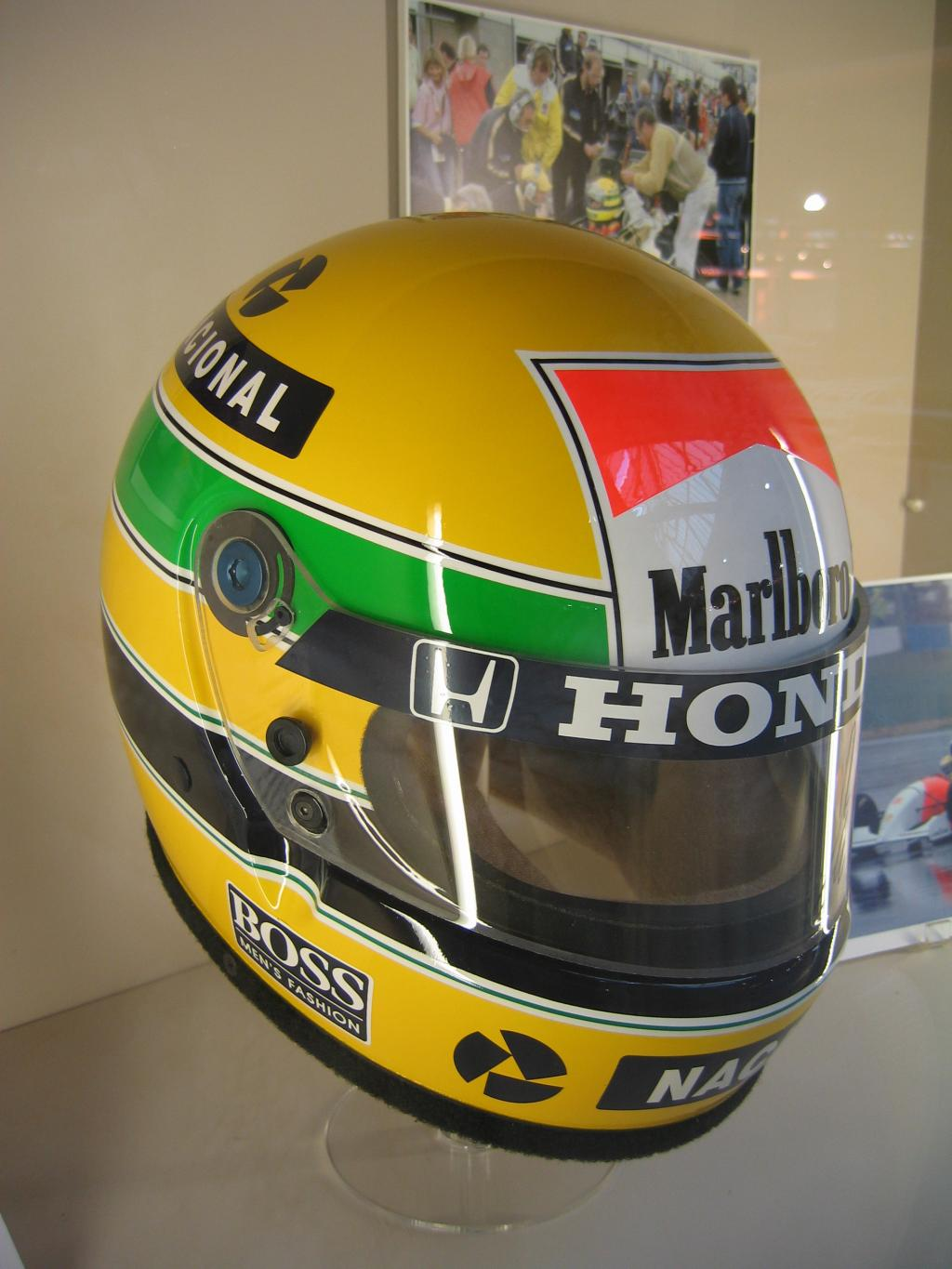
En hommage à Ayrton Senna, la Forti FG01-95 reprend les couleurs du casque du triple champion du monde brésilien.

Contrairement aux disciplines de formules inférieures, le règlement technique de la Formule 1 oblige chaque écurie à construire ses propres châssis. Fin 1994, Forti rachète les derniers actifs de l'ancienne équipe Fondmetal, notamment les châssis GR02 restants, et demande à Sergio Rinland, son concepteur de développer un nouveau châssis dans l'optique d'un engagement en Formule 1 en 1995. Rinland est ainsi le principal concepteur de la Forti FG01-95, aidé par deux ingénieurs expérimentés, Giorgio Stirano et Giacomo Caliri,.
La monoplace arbore une livrée jaune et bleue et des jantes vert fluorescent, montrant l'influence brésilienne sur l'écurie. La teinte exacte de chaque couleur a été choisie pour rendre hommage à Ayrton Senna, tué lors du Grand Prix de Saint-Marin 1994 : les tons de couleurs correspondent aux couleurs du casque du champion brésilien. Cependant, une rumeur dit que la Forti FG01-95 est un peu plus qu'une évolution de la Fondmetal GR02.
La Forti FG01-95 est mue par un moteur V8 Ford-Cosworth EDD d'une cylindrée de 2 994 cm3, développant 630 chevaux à 13 200 tours par minute, qui est également utilisé sous d'autres dénominations par la Scuderia Minardi, Pacific Racing et Simtek, les écuries les moins performantes du plateau. En effet, ce bloc est un moteur client payé en grande partie par la filiale brésilienne de Ford, développant 90 chevaux de moins que le moteur V10 Renault RS7 fourni aux écuries Benetton Formula et Williams F1 Team,.
L'aérodynamique de la voiture est prise en charge par Hans Fouche, un ancien employé de Brabham, Fondmetal et Astauto, dans des souffleries basées en Afrique du Sud et le travail composite est réalisé par la société Avia Belco, La voiture est angulaire et encombrante avec de faibles performances aérodynamiques ayant un impact négatif sur l'adhérence et la tenue de route de la monoplace. La FG01-95 est dotée d'un gros nez, initialement sans boîte à air, et est lourde et peu puissante. La FG01-95 est aussi la seule voiture du plateau à disposer d'une boîte de vitesses manuelle.
Giorgio Stirano s'exprime sur les nombreux problèmes rencontrés sur la Forti FG01-95 : « La voiture n'était tout simplement pas opérationnelle et nous avons dû tout recommencer. Nous avons retiré 60 kg entre la première version de la voiture et la dernière et, à Silverstone, nous étions encore au-dessus de la limite du poids minimum. Au cours de l'année, nous avons dû ré-homologuer le nez et les pontons, développer une boîte de vitesses semi-automatique qui nous permettrait de gagner environ une demi-seconde au tour et travailler sur la refonte de la monocoque, non pas le châssis mais la carrosserie. ».

## Un duo de pilotes brésiliens

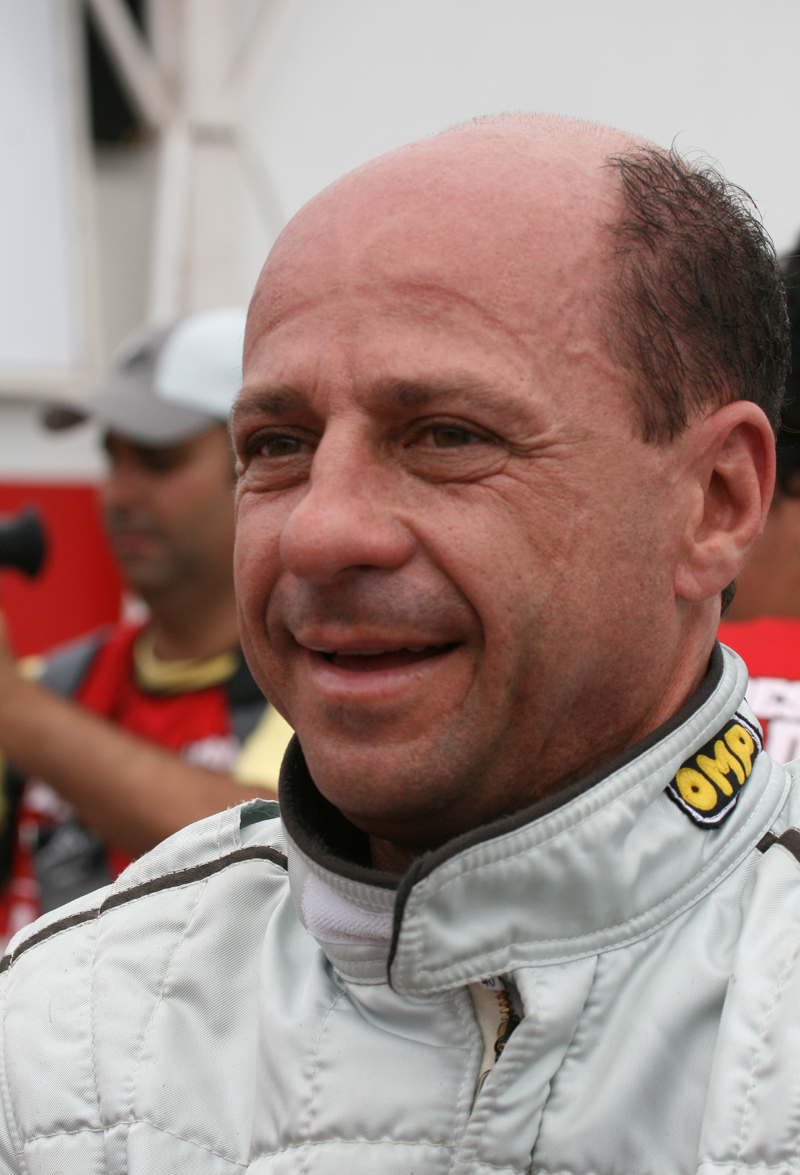
Roberto Moreno (ici en 2007) fait son retour en Formule 1 en 1995 après deux ans d'exil et treize ans après son premier Grand Prix.

Pour piloter la Forti FG01-95, Guido Forti recrute Pedro Diniz. Diniz commence sa carrière en karting en 1987 dans son pays natal et remporte le titre deux années consécutives. En 1989, il participe au championnat du Brésil de Formule Ford 1600 et s'y classe sixième. Il accède à la Formule 3 l'année suivante et est sacré champion d'Amérique du Sud. En 1991, Diniz rejoint le championnat britannique de Formule 3000 avec l'écurie West Surrey Racing. Il monte sur son premier podium l'année suivante. Diniz s'engage alors avec Forti en championnat international de Formule 3000 1993 où il ne brille pas en course. L'année suivante, le Brésilien marque ses uniques points à Estoril et se classe douzième du championnat.
Pour épauler Diniz, Forti engage le vétéran Roberto Moreno, lui aussi de nationalité brésilienne, comme le veut la famille Diniz. Champion du Brésil de karting en 1976, puis champion d'Angleterre de Formule Ford 1600, Moreno s'engage l'année suivante au championnat britannique de Formule 3, sans réel succès, mais obtient un poste de pilote-essayeur pour l'écurie Lotus. En 1982, alors qu'il remporte le championnat de Formule Pacific, Moreno est appelé par Lotus pour disputer le Grand Prix des Pays-Bas en remplacement de Nigel Mansell. Le Brésilien ne parvient pas à se qualifier et accuse quatre secondes de retard sur son coéquipier Elio De Angelis. Sa piètre performance l'oblige à se retirer en Formule 2 en 1984 où il termine vice-champion. Il s'engage ensuite deux ans dans le championnat d'IndyCar où il n'impressionne pas par ses performances. En 1987, Moreno dispute le championnat international de Formule 3000 et termine troisième. Ces bonnes performances lui valent d'intégrer l'écurie AGS en fin de saison ; il marque alors un point au Grand Prix d'Australie 1987. Malgré ce coup d'éclat, Moreno ne trouve pas de volant en Formule 1 en 1988 et remporte le Championnat international de Formule 3000 1988. L'année suivante, il intègre la moribonde écurie Coloni avec laquelle s'accumulent les non-qualifications. En 1990, il rejoint l'écurie Eurobrun Racing qui fait faillite avant la fin de saison. Benetton Formula l'appelle alors pour remplacer Alessandro Nannini, blessé : le Brésilien monte sur le podium du Japon, juste derrière son coéquipier Nelson Piquet. Reconduit pour la saison suivante, Moreno est remplacé par le novice Michael Schumacher après que l'Allemand a démontré son talent dès son premier départ dans la discipline. Le Brésilien effectue alors quelques piges pour Jordan Grand Prix puis chez Scuderia Minardi. En 1992, il rejoint Andrea Moda Formula avec lequel il ne dispute qu'une seule course. Moreno s'exile les deux années suivantes en championnat de tourisme en Italie, puis en France.

## La Forti FG01-95 en course

### Championnat du monde de Formule 1 1995

#### Un début de championnat marqué par de graves problèmes de performance

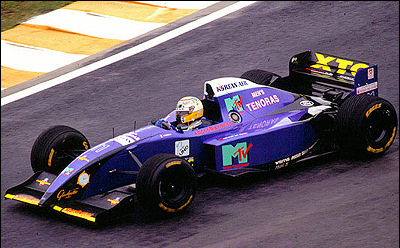
La Simtek S951, l'une des trois plus lentes monoplaces du plateau, tourne environ cinq secondes plus vite en course que la Forti FG01-95 en début de saison.

La Forti FG01-95 est présentée au public le 31 janvier 1995 et subit un essai de déverminage le 20 février sur le circuit de Varano, en Italie, avec Pedro Diniz à son volant,. Contrairement à la plupart des écuries, Forti teste son châssis largement avant le début de la saison. Diniz a sept secondes de retard par rapport aux pilotes de premier plan lors des tests de pré-saison, en mars, sur le circuit d'Estoril, ce qui signifie que l'écurie se battra à l'arrière du peloton : en effet, sa FG01-95 signe son meilleur temps en 1 min 28 s 72 alors que Michael Schumacher tourne en 1 min 21 s 29 et Nigel Mansell, sur McLaren, auteur du dernier temps avant celui de Diniz, devance ce dernier de plus de quatre secondes,,.
La Forti FG01-95 débute en course lors du Grand Prix inaugural, au Brésil. En qualifications, Roberto Moreno se qualifie en vingt-troisième position en 1 min 26 s 269, à plus de six secondes de la pole position de Damon Hill, alors que Pedro Diniz est une seconde et demie plus lent que son coéquipier, s'intercalant entre les deux Simtek en vingt-cinquième position. En course, les deux pilotes Forti occupent les dernières places du classement malgré les abandons successifs. Au quarante-septième tour, Moreno, onzième, part en tête-à-queue et abandonne tandis que son coéquipier termine dixième et dernier de la course, à sept tours du vainqueur Michael Schumacher,.
Après ce Grand Prix, l'ingénieur Sergio Rinland est nommé directeur technique et part à l'usine de Alexandrie en Italie superviser le programme de recherche et développement avant d'installer un bureau d'études en Angleterre. Dans le même temps, Roberto Moreno, n’ayant pas de budget à apporter à Forti, est reconduit pour le Grand Prix d'Argentine et affirme être à la recherche de commanditaires pour financer son baquet au sein de la petite écurie italienne.

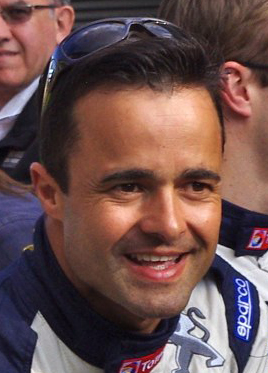
Pedro Lamy (ici en 2011) est pressenti pour remplacer Roberto Moreno dès le troisième Grand Prix de la saison afin de renflouer l'écurie financièrement.

Lors du Grand Prix suivant, en Argentine, Moreno se qualifie en vingt-quatrième position en 2 min 4 s 481 alors que Diniz signe le vingt-cinquième temps en 2 min 5 s 932, à près de treize secondes de David Coulthard. Le rythme des Forti FG01-95 est encore pire en course : rendant environ dix secondes aux pilotes de tête et tournant près de cinq secondes plus lentement que la Simtek S951 de Domenico Schiattarella, l'un des rivaux directs de l'écurie, Diniz et Moreno franchissent la ligne en neuvième et dixième positions mais ne sont pas classés par la direction de course, les deux pilotes ayant neuf tours de retard sur le vainqueur Michael Schumacher,.
Les piètres performances de l'écurie en font la risée du paddock, notamment en raison de sa lenteur et de son budget, le plus faible de toutes les écuries. Juste après la manche argentine, des rumeurs annoncent le recrutement du Portugais Pedro Lamy, qui n'a pas couru de Grand Prix depuis son accident lors d'essais privés pour Team Lotus à Silverstone en 1994 en remplacement de Moreno. Toutefois, si Lamy est en mesure d'apporter deux millions de dollars à l'écurie, Forti confirme Roberto Moreno pour la prochaine course, disputée à Saint-Marin.
Entre les Grands Prix d'Argentine et de Saint-Marin, des tests sont organisés sur les circuits de Silverstone, du Mugello et de Jerez. Si la grande majorité des écuries prennent part à ces essais pour accumuler un maximum de kilométrage avant les manches européennes, Forti est l'une des deux seules équipes avec Simtek à ne pas y participer, l'écurie estimant qu'il est préférable de travailler sur la Forti FG01-95 en soufflerie.
Ce choix ne s'avère pas payant puisque lors des qualifications du Grand Prix de Saint-Marin, Moreno prend la vingt-cinquième place en 1 min 36 s 025, à près d'une seconde du vingt-quatrième qualifié, le pilote Pacific Andrea Montermini, tandis que Diniz se qualifie en vingt-sixième et dernière position en 1 min 36 s 624. En course, les deux pilotes profitent de l'arrêt aux stands du pilote Arrows Gianni Morbidelli pour prendre chacun une place. Au troisième tour, ils sont vingtième et vingt-et-unième grâce aux différents ennuis subis par Montermini, Taki Inoue, Karl Wendlinger et Luca Badoer. Ces deux derniers doublent progressivement Moreno et Diniz qui se retrouvent vingt-et-unième et vingt-deuxième au dix-septième tour, Jos Verstappen ayant abandonné. Moreno et Diniz restent jusqu'à la fin de l'épreuve en queue de peloton et échangent à trois reprises leurs positions respectives, Diniz finissant quinzième avec sept tours de retard sur le vainqueur Damon Hill et Moreno prenant la seizième et dernière place. Le rythme de la Forti FG01-95 lors de cette course ne s'est guère amélioré par rapport au Grand Prix d'Argentine : elle rend encore deux secondes à la Simtek de Schiattarella et a effectué trois tours de moins que le pilote Minardi Luca Badoer, quatorzième de l'épreuve,.
Une semaine avant le Grand Prix d'Espagne, la presse italienne annonce que Sergio Rinland quitte Forti après s'être brouillé avec ses dirigeants au sujet du manque de compétitivité de la monoplace. Cette même source indique que l'ingénieur américain Steve Nichols le remplacera. Les observateurs jugent par ailleurs que l'écurie doit abandonner le plus vite possible la FG01-95 et produire pour la mi-saison une nouvelle voiture car l'écart colossal entre la monoplace actuelle et les voitures de tête ne pourra pas être comblé avec la FG01-95.

#### Des soucis de fiabilité s'ajoutent au manque de vitesse de la monoplace

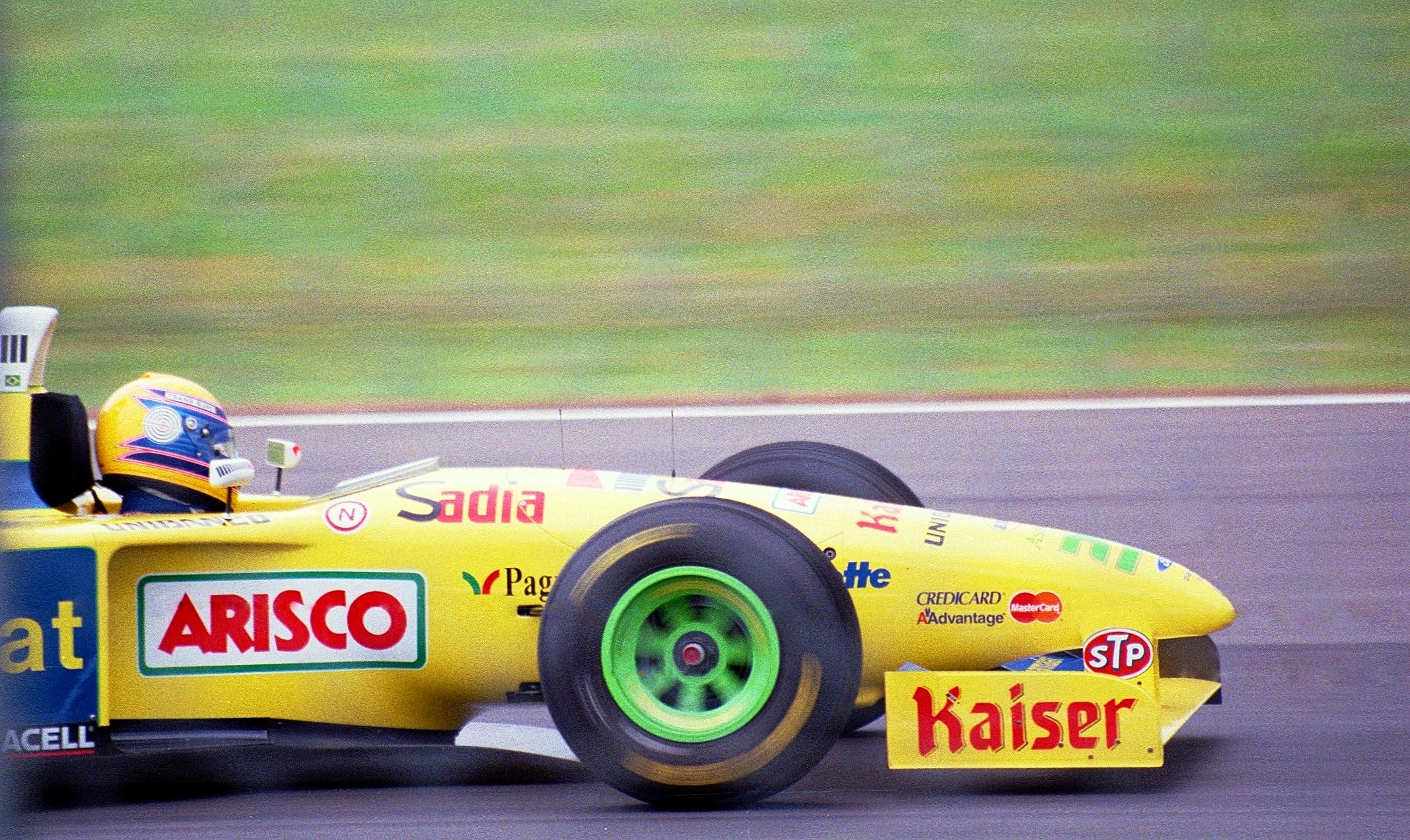
Roberto Moreno abandonne à cause d'un problème de soupape lors du Grand Prix de Grande-Bretagne 1995.

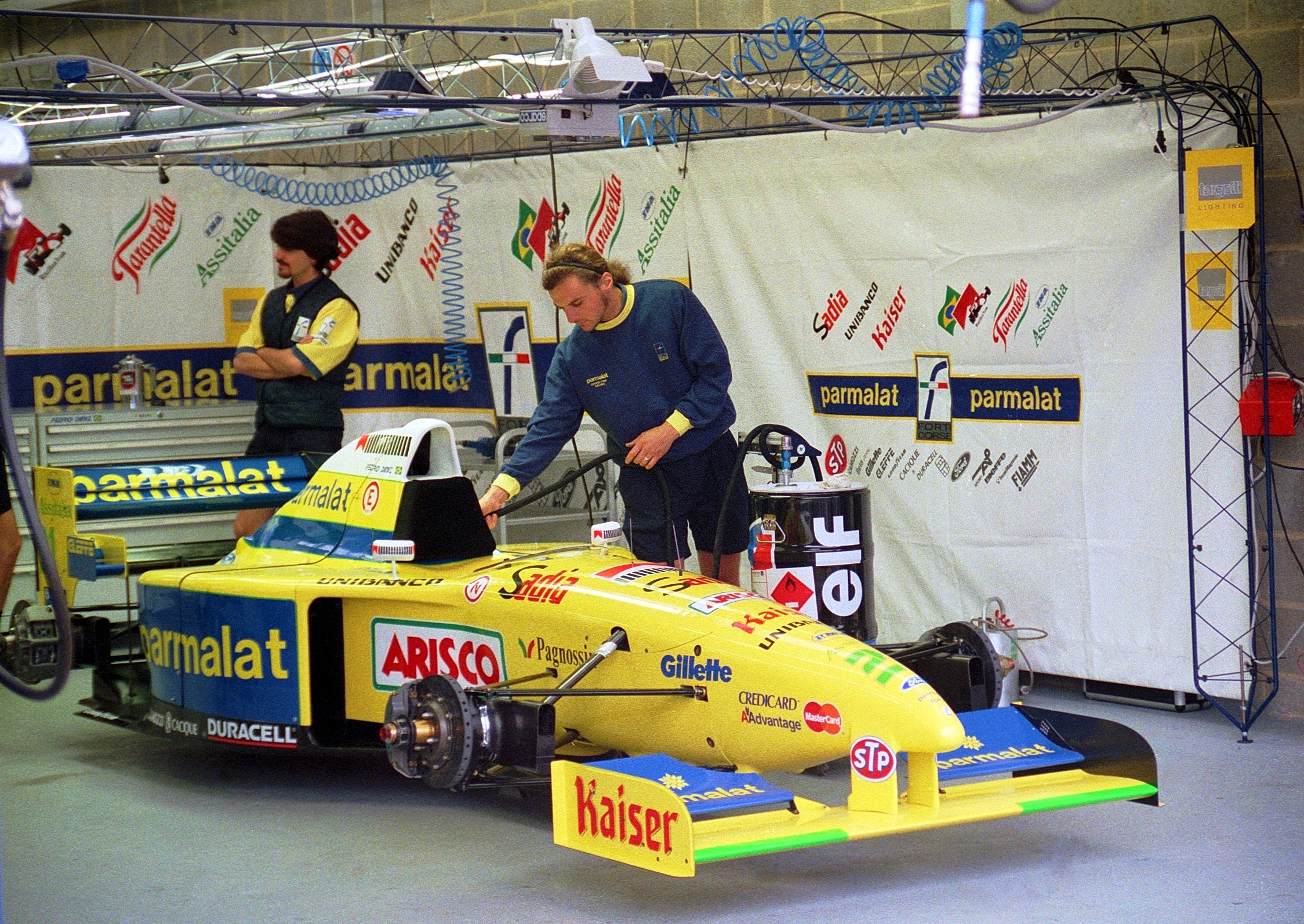
La Forti FG01-95 de Pedro Diniz dans le garage des stands, à Silverstone.

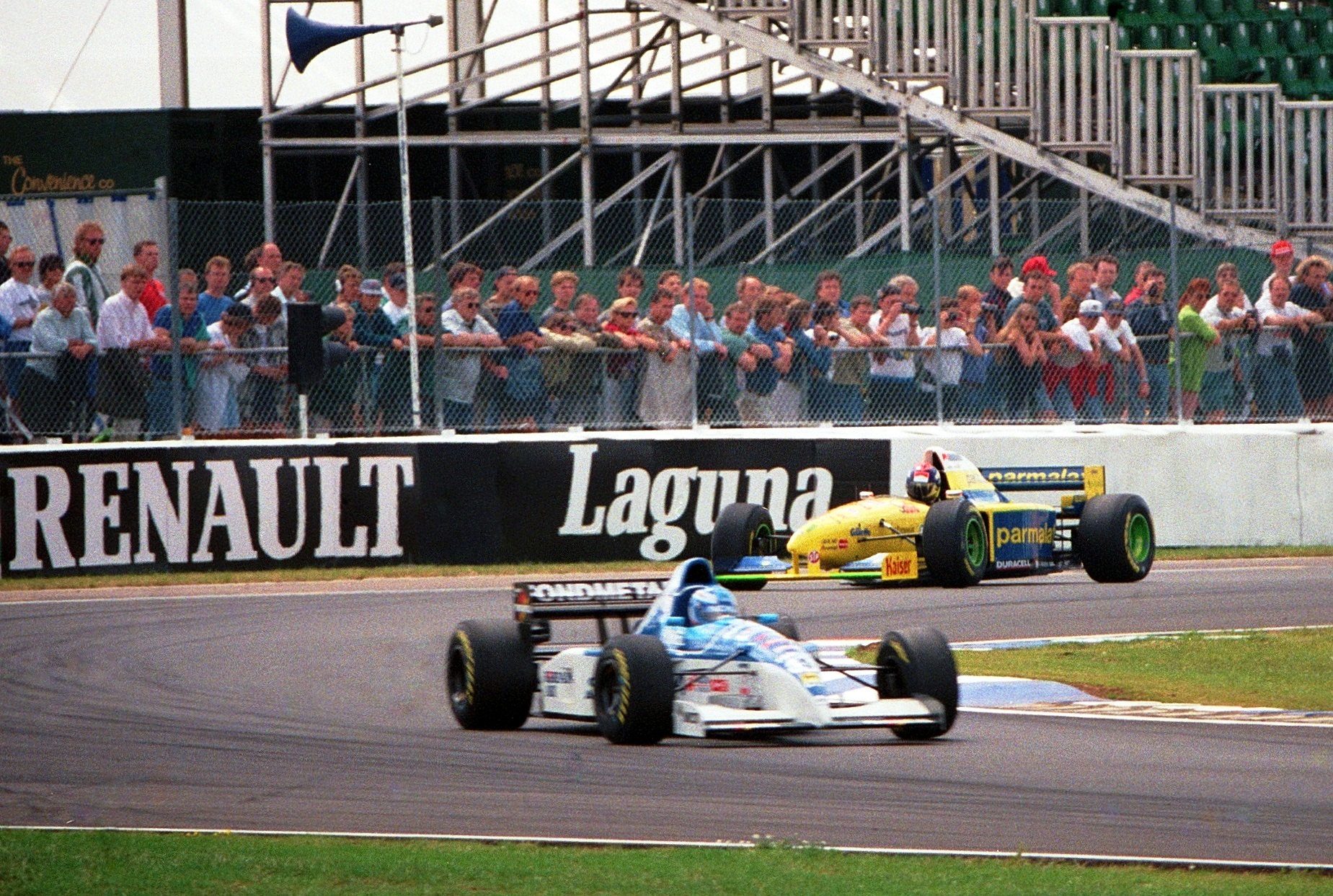
Diniz derrière Mika Salo (Tyrrell 023) à Silverstone.

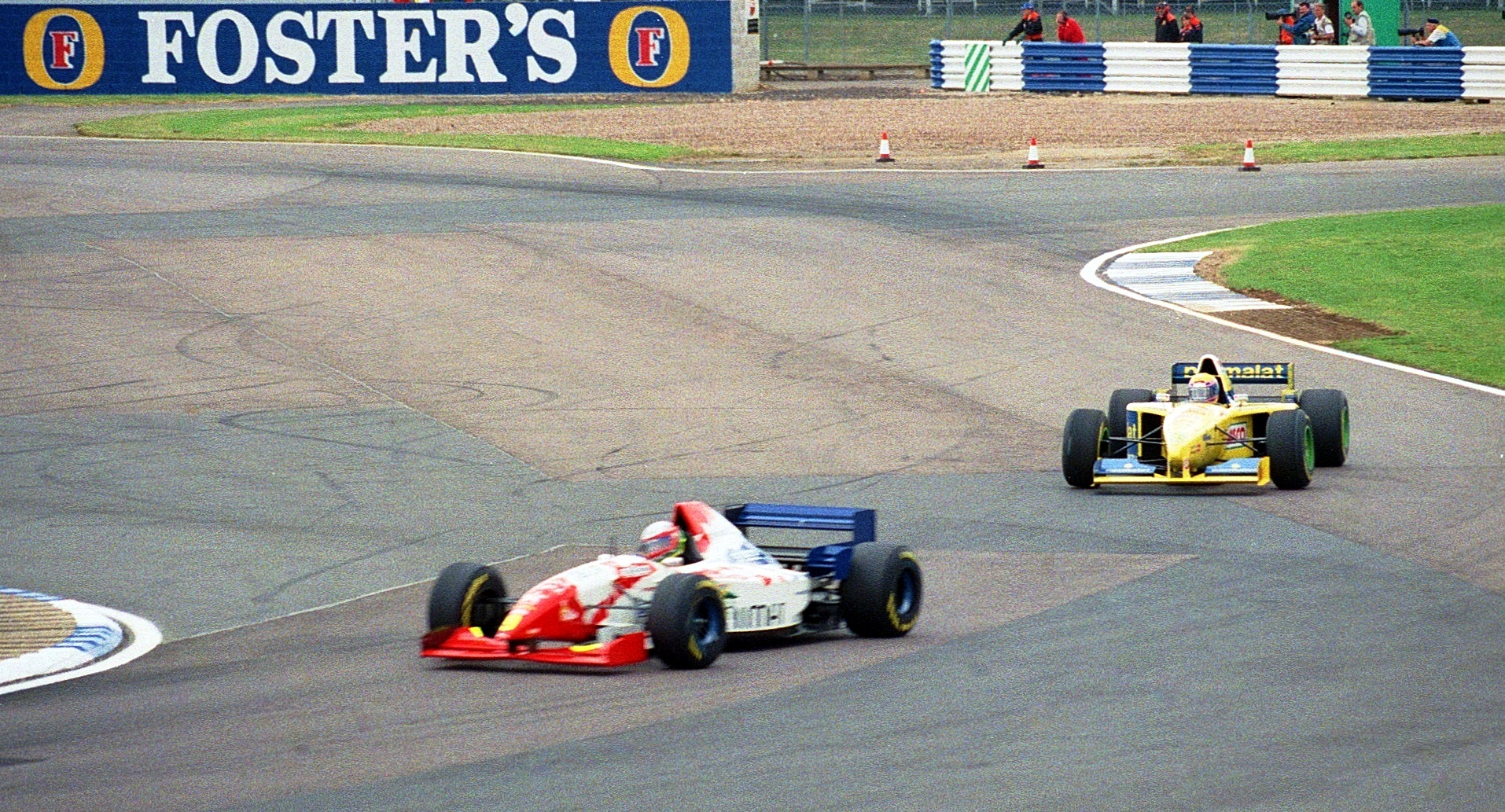
Moreno derrière Massimiliano Papis (Footwork FA16) à Silverstone.

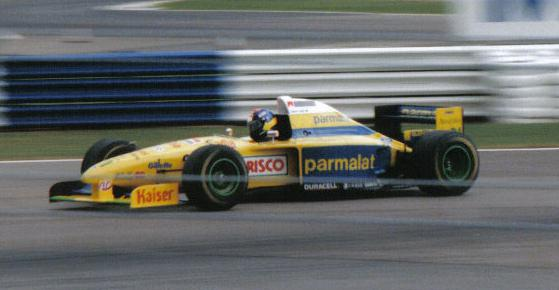
Victime de sa boîte de vitesses, Pedro Diniz ne boucle que treize tours à Silverstone.

Sur le circuit de Catalogne en Espagne, les pilotes Forti monopolisent une nouvelle fois le fond de grille : Roberto Moreno se qualifie en vingt-cinquième position à sept secondes et demie du temps de la pole position de Michael Schumacher alors que Pedro Diniz n'obtient que le vingt-sixième et dernier temps de qualification. En course, les pilotes remontent chacun d'une place dès le premier tour après le retrait d'Andrea Montermini ; dans ce même tour, Diniz dépasse Moreno, qui reprend sa place au douzième tour. Diniz abandonne cinq boucles plus tard en raison d'un problème de boîte de vitesses tandis que Moreno abandonne au trente-neuvième tour à cause d'un problème de pompe à eau alors qu'il était vingt-et-unième grâce aux abandons d'autres concurrents,. Lors de cette épreuve, la FG01-95 n'a toujours pas comblé ses lacunes en termes de vitesse : en effet, elle rend environ deux secondes au tour aux Simtek S951 et aux Pacific PR02, ses principales rivales.
À Monaco, pour le cinquième Grand Prix de la saison, Diniz réalise la meilleure performance de l'écurie en qualifications depuis ses débuts en s'emparant du vingt-deuxième temps en 1 min 29 s 244, battant ainsi pour la première fois son coéquipier, auteur du vingt-quatrième temps en 1 min 29 s 608. Diniz rend toutefois huit secondes à la Williams FW17 de Damon Hill et une seconde à la Simtek de Schiattarella ; de plus, le pilote Pacific Racing Andrea Montermini et le pilote Arrows Taki Inoue n'ont pas pris part à la deuxième séance qualificative du Grand Prix et n'ont ainsi pas pu améliorer leurs temps. En course, Moreno prend un bon départ et se retrouve vingtième à la fin du premier tour. Il perd une place après s'être fait dépasser par le pilote Tyrrell Mika Salo puis abandonne au neuvième tour à cause d'un problème de freins alors qu'il occupait la dix-neuvième place. Pedro Diniz profite des abandons des deux Simtek pour prendre la vingt-troisième place dès le premier tour. Le novice brésilien lutte un temps contre les pilotes Arrows puis termine dixième avec six tours de retard sur le vainqueur Michael Schumacher,.
Malgré le forfait de l'écurie Simtek au Canada, les bonnes performances de l'écurie sur le circuit monégasque ne se renouvellent pas sur le circuit Gilles-Villeneuve à Montréal. En qualifications, Moreno ne peut faire mieux que le vingt-troisième temps des qualifications en 1 min 34 s 000, rendant plus d'une seconde au vingt-deuxième temps de Taki Inoue, tandis que Pedro Diniz réalise le vingt-quatrième et dernier temps en 1 min 34 s 982,. En course, les deux pilotes ferment la marche avant de se retrouver au bout de neuf tours en lutte avec le pilote Pacific Bertrand Gachot qui s'est arrêté aux stands prématurément. Diniz parvient à le contenir jusqu'au seizième tour puis abandonne dix tours plus tard à cause d'un problème de boîte de vitesses. Moreno se fait dépasser par Gachot deux boucles plus loin puis abandonne au cinquante-quatrième tour à cause d'une panne d'essence alors qu'il occupait la treizième position grâce aux nombreux abandons qui marquent cette course,. L'épreuve canadienne montre une fois de plus la lenteur des Forti en course : en effet, Moreno tourne en moyenne près de trois secondes plus lentement que Bertrand Gachot.
Avec l'annonce du retrait définitif de l'écurie Simtek avant le Grand Prix de France, celle-ci étant mise en faillite, Forti récupère automatiquement la douzième place du championnat des constructeurs qu'occupait l'écurie britannique, Forti étant auparavant treizième et dernière de ce classement. L'écurie italienne prévoit pour le prochain Grand Prix, disputé en France, d'apporter des améliorations à la FG01-95. La monoplace est ainsi dotée d'un nouvel aileron avant, d'un nouveau museau, d'une nouvelle boîte à air et de nouveaux pontons. Allégée de soixante kilogrammes, la voiture dispose d'un bloc moteur Ford-Cosworth EDD amélioré. Ces nouveautés sont toutefois mises uniquement à disposition de Pedro Diniz.
Lors de la manche française disputée sur le circuit de Nevers Magny-Cours, Pedro Diniz profite des améliorations techniques de sa monoplace pour devancer son expérimenté coéquipier en qualifications en réalisant le vingt-troisième temps en 1 min 24 s 184, à une demi-seconde des Pacific PR02 alors que Roberto Moreno se qualifie en dernière position en 1 min 24 s 865. En course, Diniz sort de la piste, endommage sa voiture et abandonne dès le premier tour. Moreno prend un bon départ et termine le premier tour en dix-neuvième position avant d'être dépassé par le pilote Minardi Pierluigi Martini. Le Brésilien se retrouve au milieu des pilotes Pacific ; s'il devance Andrea Montermini durant toute la course, il termine seizième à six tours du vainqueur Michael Schumacher,. Pourtant, cette performance face à la Pacific PR02 de l'Italien est à nuancer du fait que la Forti FG01-95 rendait deux secondes à celle-ci.
Au Grand Prix suivant, disputé à Silverstone, Pedro Diniz s'empare du vingtième temps des qualifications en 1 min 36 s 023, à près de huit secondes de la pole position de Damon Hill tandis que Roberto Moreno, bénéficiant désormais des modifications apportées à la monoplace en France, réalise le vingt-deuxième temps en 1 min 36 s 651, aidé par le fait que Bertrand Gachot, auteur du vingt-et-unième temps à cinq centièmes, n'a pas pris part à la séance de qualifications du samedi, et que Mika Salo et Andrea Montermini n'ont participé qu'à la séance qualificative du samedi, qui s'est déroulée sous la pluie. Le lendemain, les deux pilotes sont relégués en fond de classement dès le deuxième tour ; trois boucles plus tard, Moreno devance Diniz qui abandonne au treizième tour sur un problème de boîte de vitesses. Moreno reste en queue de peloton jusqu'au quarante-huitième tour où il abandonne à cause d'un problème de soupape alors qu'il occupait la treizième place,. Les améliorations apportées aux deux monoplaces permettent néanmoins à Forti de se rapprocher un peu des Pacific puisque celles-ci tournent désormais une seconde et demie moins vite que les monoplaces britanniques.

#### Les performances des Forti face aux Pacific en qualifications s'améliorent
En Allemagne, les Forti battent les deux Pacific en qualifications. Pedro Diniz réalise le vingt-et-unième temps en 1 min 52 s 961 à huit secondes et demie du temps de Damon Hill alors que Roberto Moreno obtient la vingt-deuxième place sur la grille de départ en 1 min 53 s 405. Ce duel remporté par les pilotes Forti s'explique par le remplacement de Bertrand Gachot par l'Italien Giovanni Lavaggi, le Belge n'ayant plus d'argent à apporter à l'écurie britannique. Lavaggi participe, à 38 ans, à son premier Grand Prix de Formule 1. En course, Moreno prend un bon départ et s'empare de la vingtième place à la fin du premier tour alors que Diniz est dépassé par Lavaggi puis abandonne au huitième tour sur un problème de freins. Moreno est alors en lutte contre les deux pilotes Pacific qu'il domine au douzième tour avant d'être débordé par ceux-ci au tour suivant. Au dix-septième tour, Moreno prend l'avantage sur Lavaggi qui reprend sa position deux boucles plus tard ; au vingt-huitième tour, la direction du vétéran brésilien casse et le contraint à l'abandon,. Sur le circuit rapide d'Hockenheim, les Forti perdent du terrain face aux Pacific : en effet, Moreno est 1,7 seconde plus lent que Montermini.
Lors du Grand Prix suivant, disputé en Hongrie, Moreno réalise le vingt-et-unième temps des qualifications en 1 min 24 s 351, à plus de sept secondes de Damon Hill et battant Montermini pour deux centièmes tandis que Diniz décroche le vingt-troisième temps en 1 min 24 s 695. En course, Moreno se retrouve dix-neuvième à la fin du premier tour tandis que Diniz est vingt-et-unième avant d'être dépassé par Montermini au septième tour. Au tour suivant, Moreno, dix-huitième, abandonne sur à panne de boîte de vitesses, alors que Diniz, vingtième et dernier, abandonne au trente-deuxième tour sur casse moteur,.
À Spa-Francorchamps, au Grand Prix de Belgique, Roberto Moreno réalise le vingt-deuxième temps des qualifications en 2 min 3 s 817, à près de neuf secondes et demie du temps de la pole position du pilote Ferrari Gerhard Berger et à une seconde et demie d'Andrea Montermini, alors que Pedro Diniz obtient le dernier temps de la séance en 2 min 9 s 537. En course, Diniz dépasse Moreno et Lavaggi et se retrouve vingt-deuxième tandis que Moreno est vingt-troisième à la fin du premier tour. Au onzième tour, Moreno dépasse son coéquipier qui reprend sa position sept boucles plus tard. Les deux Brésiliens terminent derniers, en treizième et quatorzième positions avec deux tours de retard sur le vainqueur Michael Schumacher,. S'il s'agit de la première course terminée par Diniz depuis le cinquième Grand Prix de la saison à Monaco et par Moreno depuis le Grand Prix de France, le circuit belge ne semble pas convenir à la Forti FG01-95 qui rend près de deux secondes et demie à la Pacific PR02 d'Andrea Montermini.

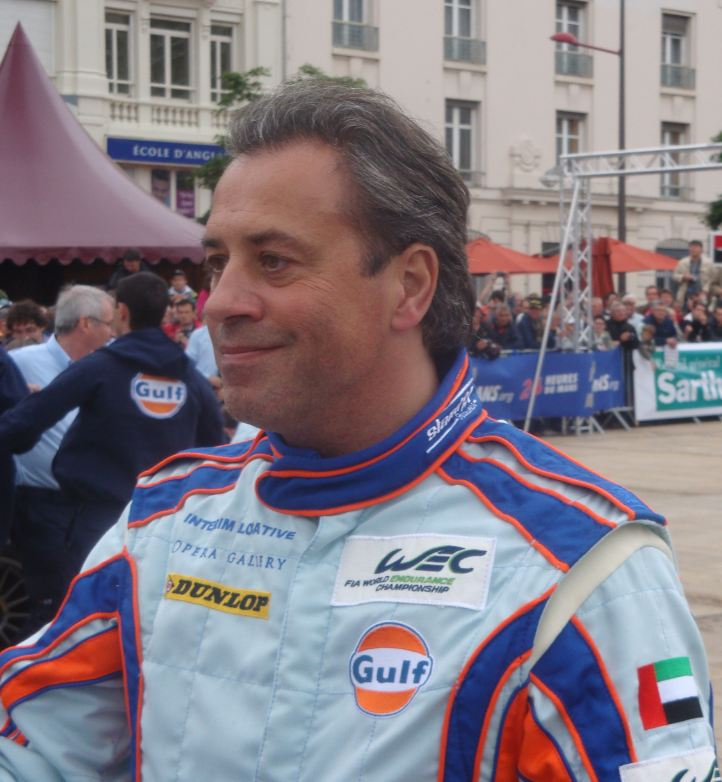
Le remplacement de Bertrand Gachot chez Pacific Racing par Giovanni Lavaggi puis par Jean-Denis Delétraz (ici en 2012) permet à Forti Corse de gagner du terrain sur l'écurie britannique.

Sur le rapide tracé de Monza en Italie, Moreno obtient une nouvelle fois le vingt-deuxième temps des qualifications en 1 min 30 s 834, à un dixième de Montermini et à plus de 6 secondes de la pole position de David Coulthard, alors que Diniz réalise le vingt-troisième temps de la séance en 1 min 32 s 104, devançant Lavaggi de près de quatre dixièmes. En course, Moreno et Montermini s'accrochent et abandonnent dès le premier tour, Diniz se retrouvant vingtième. Le Brésilien est dépassé par le pilote Tyrrell Mika Salo et le pilote Sauber Jean-Christophe Boullion qui s'étaient retrouvés derniers après des arrêts aux stands prématurés. Diniz est dernier jusqu'au vingt-neuvième tour où il dépasse le Japonais Ukyo Katayama puis termine neuvième et avant-dernier, à trois tours du vainqueur Johnny Herbert,.
Lors du Grand Prix suivant, au Portugal, Pacific Racing, souffrant d'importants problèmes financiers, remplace Lavaggi par le Suisse Jean-Denis Delétraz, qui n'a disputé qu'une course en Formule 1, chez Larrousse, en 1994,. Ce changement de pilote permet à Forti de conserver son avantage sur sa rivale qu'il détient depuis le départ de Bertrand Gachot. En qualifications, Diniz réalise le vingt-deuxième temps en 1 min 27 s 292, à plus d'une seconde de Montermini et à près de sept secondes du meilleur temps de Coulthard alors que Moreno se qualifie en vingt-troisième position en 1 min 27 s 523, dominant Delétraz de plus de cinq secondes. En course, Diniz prend un bon départ qui lui permet d'occuper la dix-huitième place à la fin du premier tour tandis que son coéquipier est vingt-deuxième et dernier. Alors que Moreno double Delétraz deux boucles plus loin, Diniz est dépassé par Montermini et Luca Badoer au cinquième tour. Delétraz prend l'avantage sur Moreno au dixième tour avant d'abandonner quatre boucles plus tard en raison de crampes. Diniz et Moreno se retrouvent alors seuls en fond de classement et franchissent la ligne d'arrivée en seizième et dix-septième positions, avec respectivement cinq et sept tours de retard sur le vainqueur David Coulthard,. Le circuit d'Estoril est plus favorable à l'écurie Pacific, Montermini tournant deux secondes au tour plus vite que Diniz.
Au Grand Prix d'Europe, Diniz se qualifie en vingt-deuxième position en 1 min 25 s 157, à une demi-seconde de Montermini et à près de six secondes et demie du temps de la pole position de Coulthard alors que Moreno obtient le vingt-troisième temps en 1 min 26 s 098. En course, Moreno perd sa position au profit de Delétraz mais l'abandon de Taki Inoue au premier tour lui permet de conserver la vingt-troisième place. Diniz prend un bon départ et se retrouve vingt-et-unième. Les problèmes des pilotes McLaren Racing lui font gagner progressivement deux places avant de retrouver la vingt-et-unième place au onzième tour. Alors que Moreno ne parvient pas à dépasser Delétraz, sa boîte de vitesses manuelle tombe en panne, l'obligeant à abandonner au vingt-deuxième tour alors qu'il occupait la vingtième et dernière position tandis que Diniz domine le pilote suisse, puis le pilote Arrows Gabriele Tarquini, et termine treizième avec cinq tours de retard sur le vainqueur Michael Schumacher,. Le rythme des Forti semble s'améliorer sur le Nürburgring puisque Diniz ne tourne plus qu'une seconde moins vite que Montermini.

#### Le duel Forti Corse - Pacific Racing de la fin de saison

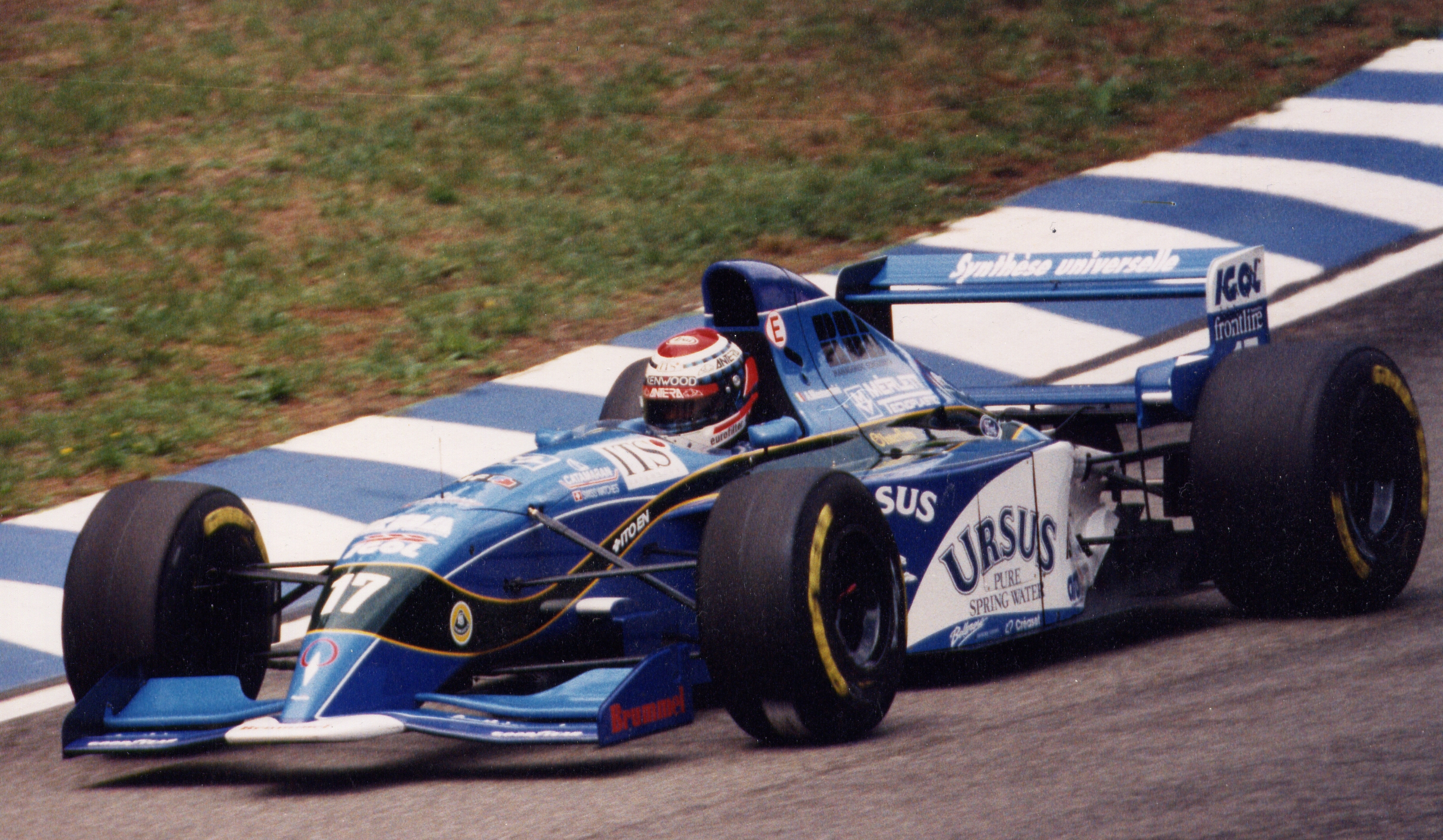
La fin de saison marque la fin de la domination de Pacific Racing sur Forti Corse.

Pour le Grand Prix automobile du Pacifique 1995, disputé sur le circuit international d'Okayama au Japon, Forti souhaite obtenir un complément de budget et engage le pilote local Hideki Noda pour les deux courses japonaises. Le Japonais disputait pour l'écurie italienne le championnat international de Formule 3000 1994 aux côtés de Pedro Diniz et a également couru trois Grands Prix de Formule 1 chez Larrousse lors desquelles il a abandonné à chaque fois. Le jeudi 19 octobre à 16 heures, la veille du Grand Prix, la FIA refuse d'accorder une super-licence à Noda, ce qui oblige Forti à rappeler Moreno, en vacances à Monaco. Moreno arrive sur le circuit japonais le vendredi matin sans avoir dormi depuis son départ. Pacific Racing se sépare de Jean-Denis Delétraz en raison de ses piètres performances au Portugal et en Europe et de sa non-capacité à apporter encore de l'argent à l'écurie britannique. Le Suisse doit être remplacé par le pilote local Katsumi Yamamoto mais ce dernier n'obtient pas non plus sa super licence. Pacific rappelle, pour les trois dernières épreuves de la saison, Bertrand Gachot qui a disputé les huit premiers Grands Prix de l'année.
Malgré le retour de Gachot chez Pacific, les qualifications du Grand Prix du Pacifique sont en faveur de Forti : les deux pilotes devancent pour la première fois leurs rivaux, Diniz réalisant le vingt-et-unième temps en 1 min 19 s 579, à cinq secondes et demie du meilleur temps de David Coulthard tandis que Moreno est vingt-deuxième sur la grille de départ avec un temps en 1 min 19 s 745, avec trois dixièmes d'avance sur Andrea Montermini. En course, les Forti se retrouvent en queue de peloton alors que Gachot abandonne au deuxième tour après une défaillance de sa boîte de vitesses, alors que Montermini, dominant les pilotes brésiliens, abandonne douze boucles plus loin à cause du même problème que son coéquipier. Au vingt-deuxième tour, Moreno et Diniz, dix-neuvième et vingtième, échangent leurs positions et font de même quatre boucles plus loin. Moreno devance son coéquipier jusqu'à la ligne d'arrivée où il termine seizième et dernier avec cinq tours de retard sur le vainqueur Michael Schumacher tandis que Diniz finit dix-septième et dernier avec six tours de retard,. Le rythme des Forti en course s'améliore encore sur les Pacific puisqu'elles n'accusent désormais que huit dixièmes de retard sur un tour.
Lors du Grand Prix suivant, à Suzuka au Japon, la Forti FG01-95 est dotée d'une nouvelle boîte de vitesses à sélection semi-automatique pour remplacer la boîte manuelle. Cette modification ne permet pourtant pas de dominer les Pacific en qualifications : si Diniz se qualifie en vingt-et-unième position en 1 min 46 s 654, à six dixièmes de Montermini, Moreno, victime d'une boîte de vitesses défaillante bloquée en sixième pendant tout le week-end de course, n'obtient que le vingt-deuxième temps de la séance en 1 min 48 s 267, avec seulement vingt-deux millièmes d'avance sur Gachot et plus de dix secondes de retard sur la pole position de Michael Schumacher. En course, Moreno, parti depuis la voie des stands pour que l'écurie puisse travailler sur sa boîte de vitesses, ne parvient pas à boucler le premier tour de l'épreuve, la boîte étant trop endommagée. Diniz se retrouve dernier jusqu'au trente-deuxième tour de la course où il abandonne sur une sortie de piste. Le rythme de la FG01-95 s'est considérablement amélioré puisque Diniz n'a plus que deux dixièmes de retard sur Montermini.
Les progrès réalisés par Forti Corse au cours de ces derniers Grands Prix se concrétisent lors de l'ultime épreuve de la saison, en Australie. En qualifications, Moreno réalise le vingtième temps de la séance en 1 min 20 s 657, à plus de cinq secondes de Damon Hill tandis que Diniz obtient le vingt-et-unième temps en 1 min 20 s 878. Cette performance en qualifications est la meilleure de l'écurie : les deux Forti devancent les Pacific pour la première fois de la saison et Moreno passe pour la première fois sous le seuil des 107 % du temps de la pole position, ce qui sera nécessaire pour se qualifier à compter de la saison suivante. En course, Roberto Moreno dépasse au premier tour le pilote Arrows Taki Inoue alors que lui et son coéquipier sont doublés par Andrea Montermini qui abandonne deux boucles plus loin. Diniz domine Gachot alors qu'au dixième tour, Moreno perd sa dix-septième place au profit d'Inoue. Moreno est victime d'un accident onze tours plus tard et abandonne quand Diniz tient à distance Gachot jusqu'à la ligne d'arrivée qu'il franchit en septième et avant-dernière position, avec quatre tours de retard sur le vainqueur Damon Hill,.
La septième place de Pedro Diniz en Australie, meilleure performance en course de l'écurie, permet à Forti Corse de ravir la onzième place du championnat du monde des constructeurs à Pacific Racing. Le novice brésilien obtient la vingt-et-unième place du championnat du monde des pilotes tandis que Roberto Moreno est trente-deuxième.
Malgré les progrès réalisés par Forti, la saison 1995 est considérée comme un échec. L'écurie a dépensé plus d'argent que ses rivaux immédiats pour la conception, la construction et le développement d'une voiture fondamentalement inefficace. Pedro Diniz et ses sponsors disent avoir « jeté leur argent » et la réputation du Brésilien en tant que pilote de Formule 1 est ternie : il lui faudra plusieurs années pour prouver que son capital financier n'est pas la seule raison de sa présence en sport automobile. De nombreux amateurs déplorent la présence de Roberto Moreno au sein de Forti Corse, prétendant que l'expérience du pilote brésilien ne méritait pas l'ignominie d'une voiture si peu compétitive. Les seuls points positifs sont le nombre de courses finies par l'écurie et le fait que la famille d'Abilio Diniz ait été contactée pour financer Forti durant les deux prochaines années. Cependant, des rumeurs survenues lors du Grand Prix du Japon affirment que Pedro Diniz est sur le point de signer un contrat avec l'écurie française Ligier, mettant ainsi en grand danger l'écurie italienne pour la saison 1996.

#### Résultats en championnat du monde de Formule 1
| Saison | Écurie              | Moteur               | Pneumatiques | Pilotes        | Courses | Courses | Courses | Courses | Courses | Courses | Courses | Courses | Courses | Courses | Courses | Courses | Courses | Courses | Courses | Courses | Courses | Points inscrits | Classement |
| Saison | Écurie              | Moteur               | Pneumatiques | Pilotes        | 1       | 2       | 3       | 4       | 5       | 6       | 7       | 8       | 9       | 10      | 11      | 12      | 13      | 14      | 15      | 16      | 17      | Points inscrits | Classement |
| ------ | ------------------- | -------------------- | ------------ | -------------- | ------- | ------- | ------- | ------- | ------- | ------- | ------- | ------- | ------- | ------- | ------- | ------- | ------- | ------- | ------- | ------- | ------- | --------------- | ---------- |
| 1995   | Parmalat Forti Ford | Ford-Cosworth EDD V8 | Goodyear     |                | BRÉ     | ARG     | SMR     | ESP     | MON     | CAN     | FRA     | GBR     | ALL     | HON     | BEL     | ITA     | POR     | EUR     | PAC     | JAP     | AUS     | 0               | 11e        |
| 1995   | Parmalat Forti Ford | Ford-Cosworth EDD V8 | Goodyear     | Pedro Diniz    | 10e     | Nc      | 15e     | Abd     | 10e     | Abd     | Abd     | Abd     | Abd     | Abd     | 13e     | 9e      | 16e     | 13e     | 17e     | Abd     | 7e      | 0               | 11e        |
| 1995   | Parmalat Forti Ford | Ford-Cosworth EDD V8 | Goodyear     | Roberto Moreno | Abd     | Nc      | 16e     | Abd     | Abd     | Abd     | 16e     | Abd     | Abd     | Abd     | 14e     | Abd     | 17e     | Abd     | 16e     | Abd     | Abd     | 0               | 11e        |

Légende : ici 

### Trofeo Indoor di Formula 1

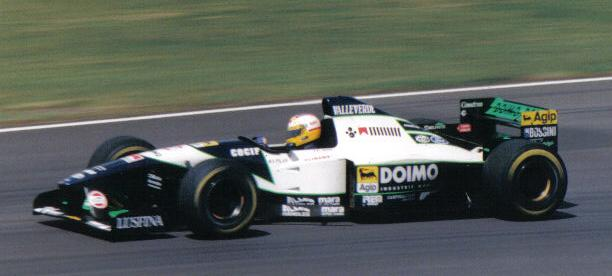
Lors du Trofeo Indoor di Formula 1 de Bologne, les Forti FG01-95 sont largement dominés par les Minardi M195.

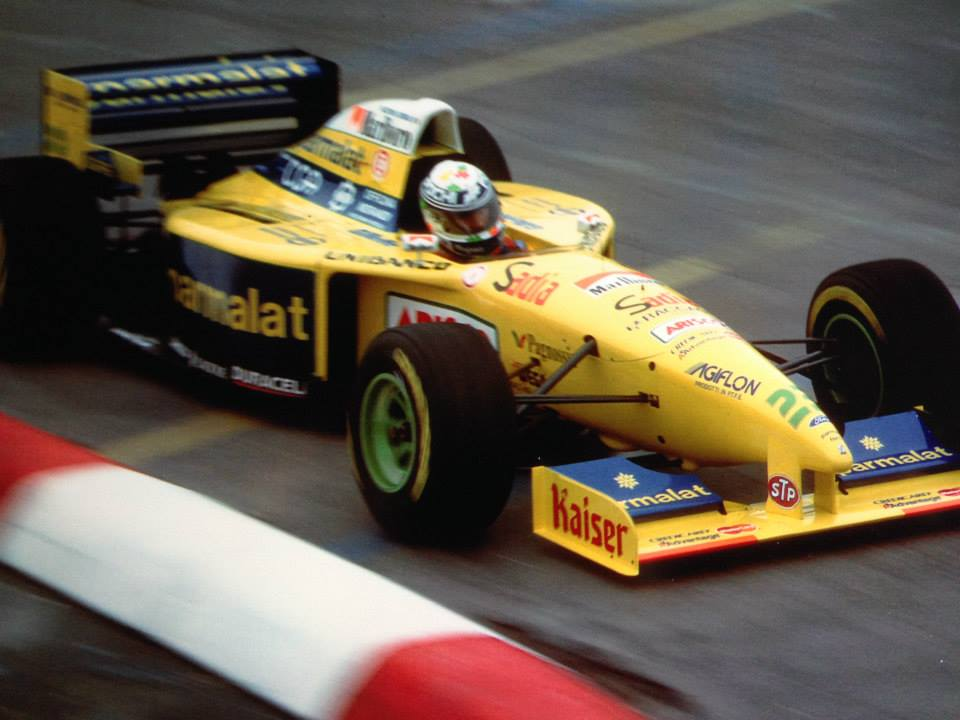
Zoboli pilote la FG01-95 au Motor Show de Bologne.

Les 7 et 8 décembre 1995, Forti Corse participe au Trofeo Indoor di Formula 1, une épreuve d'exhibition organisée en marge du Motor Show de Bologne, une exposition internationale reconnue par l'Organisation internationale des constructeurs automobiles qui se tient dans les salons de la foire de Bologne. Bien que l'épreuve soit baptisée indoor, la piste, d'une longueur de 1 300 mètres, est située à l'extérieur des locaux de l'exposition.
Pour cette huitième édition, l'écurie Forti Corse et la Scuderia Minardi sont engagées, ce qui leur permet d'une part de se présenter devant leur public national et d'autre part, permet aux directeurs d'écurie de nouer des contacts avec d'éventuels partenaires financiers pour compléter leur budget pour la saison à venir.
La Scuderia Minardi engage trois monoplaces M195 confiées à deux pilotes titulaires, les Italiens Pierluigi Martini et Luca Badoer, ainsi qu'au pilote d'essai de l'écurie, Giancarlo Fisichella,,. Forti Corse, s'étant séparé de ses deux pilotes titulaires à l'issue de la saison, confie trois FG01-95 à Andrea Montermini et Giovanni Lavaggi, anciens pilotes de l'écurie Pacific Racing, ainsi qu'à l'Italien Vittorio Zoboli, pilote de Formule 3000 entre 1990 et 1993 et ancien pilote de Forti en Formule 3 en 1989,,.
Lors du tour préliminaire, Giancarlo Fisichella se classe premier devant ses deux coéquipiers, Luca Badoer et Pierluigi Martini. Les trois pilotes Forti, Montermini, Lavaggi et Zoboli prennent respectivement les quatrième, cinquième et sixième place. Lavaggi et Zoboli sont éliminés de la compétition. La phase finale se compose de deux manches à élimination directe, les pilotes devant remporter deux courses pour se qualifier à la manche suivante. Lors de la première manche, Andrea Montermini est opposé à Luca Badoer, qui remporte deux courses alors que Montermini n'en gagne aucune. Montermini participe alors à la petite finale qui l'oppose à Pierluigi Martini, battu par Giancarlo Fisichella. Montermini, vainqueur d'une course, est défait par l'ancien pilote Minardi qui en remporte deux. La finale oppose les deux pilotes Minardi, Giancarlo Fisichella à Luca Badoer, ce dernier remportant le trophée.
| Position | Pilote               | Écurie       | Points |
| -------- | -------------------- | ------------ | ------ |
| 1        | Giancarlo Fisichella | Minardi-Ford | 10     |
| 2        | Luca Badoer          | Minardi-Ford | 8      |
| 3        | Pierluigi Martini    | Minardi-Ford | 5      |
| 4        | Andrea Montermini    | Forti-Ford   | 4      |
| 5        | Giovanni Lavaggi     | Forti-Ford   | 3      |
| 6        | Vittorio Zoboli      | Forti-Ford   | 0      |

|  | Demi-finales         | Demi-finales |                        |   | Finale | Finale |
|  | Demi-finales         | Demi-finales |                        |   | Finale | Finale |
|  |                      |              |                        |   |        |        |
|  |                      |              |                        |   |        |        |
|  |                      |              |                        |   |        |        |
|  | Giancarlo Fisichella | 2            |                        |   |        |        |
|  | Giancarlo Fisichella | 2            |                        |   |        |        |
|  | Pierluigi Martini    | 1            |                        |   |        |        |
|  | Pierluigi Martini    | 1            | Giancarlo Fisichella   | 0 |        |        |
|  |                      |              | Giancarlo Fisichella   | 0 |        |        |
|  |                      | Luca Badoer  | 2                      |   |        |        |
|  | Luca Badoer          | Luca Badoer  | 2                      | 2 |        |        |
|  | Luca Badoer          |              |                        | 2 |        |        |
|  | Andrea Montermini    | 0            |                        |   |        |        |
|  | Andrea Montermini    | 0            | Match pour la 3e place |   |        |        |
|  |                      |              |                        |   |        |        |
|  |                      |              |                        |   |        |        |
|  |                      |              |                        |   |        |        |
|  | Pierluigi Martini    | 2            |                        |   |        |        |
|  | Pierluigi Martini    | 2            |                        |   |        |        |
|  | Andrea Montermini    | 0            |                        |   |        |        |
|  | Andrea Montermini    | 0            |                        |   |        |        |